# The Stafford London
The Stafford London ist ein 5-Sterne-Boutique-Hotel in St James’s, London, England und eines der ältesten Hotels in London.

## Geschichte
Das Stafford war ursprünglich ein privates Lodging House und Club. 1873 wurde es Green's Private Hotel, später dann St. James's Place Hotel. Hier wurde 1886 der heute namensgebende Stafford Club gegründet. Während des Zweiten Weltkrieges wurde das Hotel von kanadischen und amerikanischen Offizieren genutzt. 1947 erwarb der Bauunternehmer Richard Costain das Hotel. Es hatte seinerzeit 62 Zimmer.
Seit 2017 gibt es das Restaurant 'The Game Bird'.

## Weinkeller
Der Weinkeller des Hotels wurde im 17. Jahrhundert von Lord Francis Godolphin erbaut und wurde im Zweiten Weltkrieg als Luftschutzkeller genutzt. Darin lagern über 8.000 Flaschen Wein.

## American Bar
Die American Bar im Stafford Hotel gehört zur Tradition der amerikanischen Cocktailbars, die in den 1920er und 1930er Jahren in London und Paris berühmt wurden. Sie ist eine der am längsten überlebenden amerikanischen Bars in London.